# Успенский монастырь (Симбирск)
Успенский монастырь — православный мужской монастырь, существовавший в городе Симбирск Казанской губернии (ныне Ульяновская область). Был создан вместе с основанием города, в 1648 году. Монастырь был упразднён в 1724 году. Никаких построек монастыря не сохранилось, на его месте ныне находится городской пляж.

## История
Монастырь был основан в 1648 году в подгорье города, на берегу Волги. Располагался при церкви в честь Успения Божьей Матери, построенной в 1648—1654 годах .
Одновременно с основателем города боярином Богданом Матвеевичем Хитрово пришёл в Симбирск некий игумен Макарий и «своим собственным коштом» устроил здесь в 1648—54 гг. под горою деревянную церковь во имя Успения Пресвятой Богородицы с монастырскими кельями.

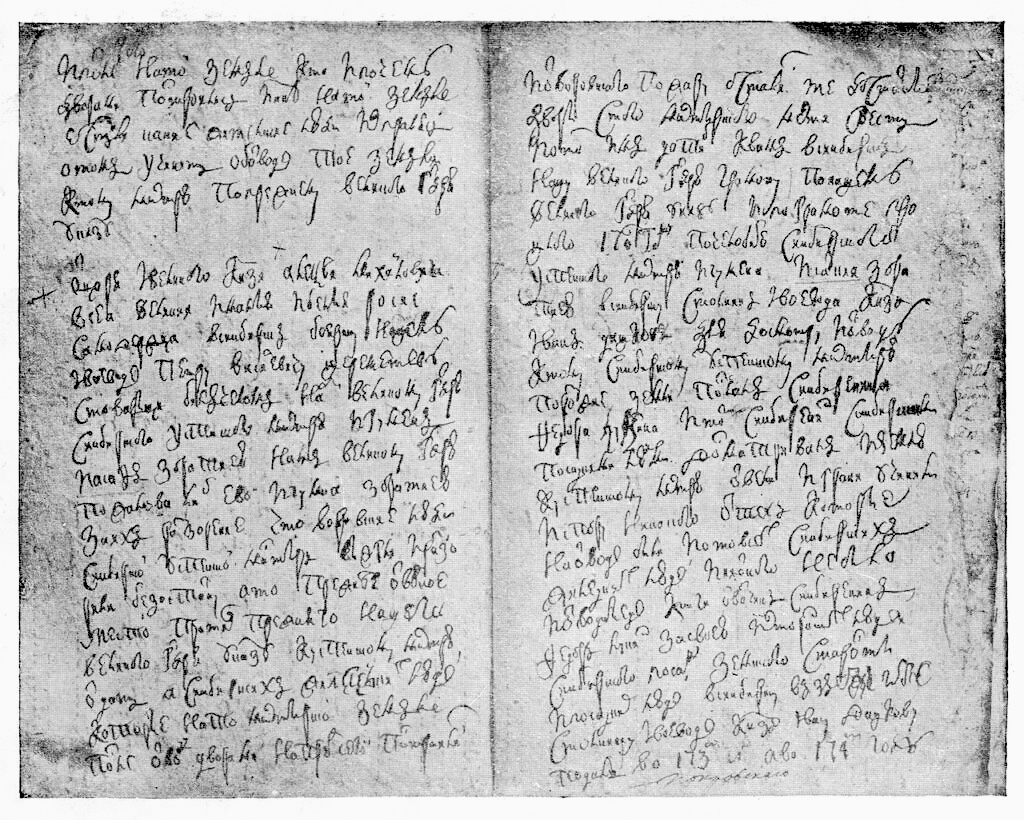
Рукопись Симбирского Успенского монастыря (1724).

В 1652 году Успенский монастырь уже существовал, а игумен Макарий просил у царя Алексея Михайловича на содержание его землю и сенные покосы «за валом и за городом на степной стороне близко валу и горы от Свияги реки и по чувичу». В том же году монастырю дано место на берегу Волги под хлебный амбар, в 1666 году пожалованы земли близ монастыря; а также к югу от города (близ нынешней Винновской рощи) и Чувиченские луга.
Во время осады Симбирска в 1670 году войском Степана Разина «воровские люди Успенский монастырь выжгли и разорили без остатку» вместе с деревянным острогом и домами подгорных жителей. Сгорела и церковь. Вскоре монастырь был восстановлен, а в нём построена новая каменная церковь Успения Пресвятой Богородицы с приделом во имя Святителя и Чудотворца Николая, освящённая в 1674 году. Церковь была монастырской, но имела отдельный причт и Успенский подгорный приход.
Во время восстановления монастыря пахотными землями и сенокосами монастыря самовольно завладели жители города. В 1671 году игумен Иоасаф жаловался царю, что на монастырской земле «неведомо почему поселились дворами Синбирские жилецкие люди»; оброку не платят, «и монастырю от них теснота». Монахи содержали рыбные ловли на острове Чувич и мельницы под с. Арское. Но, не имея достаточных доходов и земли, монастырь главным образом существовал за счёт жалования от казны деньгами и хлебом.
До 1674 года в состав Успенского монастыря входила Симбирская Соловецкая пустынь, находившийся в 15 верстах севернее Симбирска и Смоленская церковь, но затем тоже отделилась от монастыря и превратилась в приходскую. 
В 1691 году игумен Гурий просил для Успенского монастыря порожнее место на горе, подле кремля, «под часовню и под монастырский двор», где монахи могли бы служить молебны для горожан. В 1697 году это место было отведено, и монастырь построил на нём, кроме часовни, ещё четыре  хлебных амбара.
Время расцвета Успенского монастыря пришлось на конец XVII — начало XVIII вв. В то время Подгорье было главным торговым местом города, и в приходе Успенской церкви состояли богатые купцы. Выходцы из дворян и помещиков составляли немалую часть монашеской братии.
С 1704 года монастырь управлялся не игуменами, а архимандритами. Первым настоятелем стал архимандрит Адриан.
В 1697 году в Симбирске был построен Покровский мужской монастырь. Быстро возвысившись, он отвлёк от Успенского монастыря многих богомольцев, поэтому доходы монастыря сильно сократились. К тому же подгорье стало приходить в упадок, его богатые жители переселялись «на гору», где начала формироваться новая торговая часть города. Сказалось и неудобство места, занимаемого монастырём, подверженного частым оползням.
К 1724 году Успенский монастырь пришёл в упадок и был закрыт за малолюдством; братия переведена в Симбирский Покровский монастырь.

## Успенская церковь
Деревянная Успенская церковь была построена в 1648 — 1654 г.г. игуменом Макарием на свой собственный кошт. В 1670 году, во время битвы под Симбирском с войском Стеньки Разина, она сгорела. На её месте в 1671 году была построена каменная церковь с приделом во имя Святителя и Чудотворца Николая. С 1724 года, после закрытия монастыря, церковь была обращена в самостоятельную приходскую,  а в 1826 году, по указу Казанской духовной консистории от 28 января за № 4115, по малолюдству и бедности прихожан Успенской церкви, штат её был закрыт, а прихожане и церковь были приписаны к Петропавловской церкви . В 1854 году храм был передан единоверцам, в 1866 году разобран и в 1868 году построен ими на новом месте, в северной части города, на Ново-Казанской улице (ныне ул. Гагарина, д. 15), как Успенская единоверческая церковь .
На месте бывшей Успенской церкви, после её передачи старообрядцам-единоверцам в 1866 году, и переноса её в нагорную часть города, была  построена каменная часовня. Часовня не сохранилась, разрушена в советское время, ныне зона затопления Куйбышевского водохранилища.

## Святыни
- Часть ризы Господней, после закрытия Успенской церкви перенесена в Николаевский собор [13].
- «Триодь цветная» 1686 г. с надписью, свидетельствующею о принадлежности этой книги церкви «Успения Пресвятыя Богородицы», передана в Церковь Петра и Павла[14].
- «Минея» в 12 книгах 1689 г. с надписью «Успенския церкви», передана в Церковь Петра и Павла[14].
- «Типикъ» 1695 г. с надписью «лета 1699 месяца сентемврия в день Синбирска города Успенскаго монастыря игумна Макария сия Богодуховная книга устав», передана в Покровский монастырь[14].
- Напрестольный крест с надписью: «Сооружен сей крест в Симбирске в том монастыре Успения Пресвятыя Богородицы при архимандрите Адриане на иждивение того монастыря монаха Никифора Гурьева, весом 70 золотников (около 300 г.). 1704 г., февраля 17», передан в Покровский монастырь[14].
- Сосуд серебряный, вызолоченный, при нём дискос, две тарелочки, звездица и лжица; на сосуде надпись: «сии святые сосуды построены в обитель Пресвятыя Богородицы всечестнаго и славнаго Ея Успения», — на дискосе: «обретающияся в Синбирску под горою у реки Волги», — на первой тарелке: «вечнаго ради поминовения сродников стольника Степана Коровина, о котором в обители той свидетельствует сенадик», — на второй: «весу в них четыре фунта двадцать золотников (около 1,7 кг.) 1708 года июня 3 дня», переданы в Кафедральный собор[14].
- Колокол — также из Успенской церкви, передан в Кафедральный собор[14].

## Настоятели монастыря
- игумен Макарий — основатель[4].
- игумен Исай (на 1666)[15].
- игумен Иоасаф (на 1671)[4].

- игумен Гурий (на 1691)[4].
- архимандрит Адриан (с 1704 года)[4].
- архимандрит Изосим (на 1717)[16].
- Последний архимандрит Иосиф, стал казначеем Покровского монастыря[4].